# Barbut verd d'orelles negres
El barbut verd d'orelles negres (Psilopogon duvaucelii) és una espècie d'ocell de la família dels megalèmids (Megalaimidae) que habita selva i boscos de les terres baixes fins als 1500 m, des del nord i centre de l'Índia i sud-oest de la Xina, cap al sud, a través de Myanmar, Tailàndia, Indoxina i la Península de Malaca fins Sumatra.